# Bahnstrecke Breznička–Katarínska Huta
| Kursbuchstrecke (ZSSK): | 163                  |                                    |                                    |
| Streckenlänge: | 9,822 km             |                                    |                                    |
| Spurweite: | 1435 mm (Normalspur) |                                    |                                    |
| Streckenklasse: | B2                   |                                    |                                    |
| Streckengeschwindigkeit: | 50 km/h              |                                    |                                    |
| |                      |                                    |                                    |
| \| \| \| von Utekáč \| \| \| \| 0,000 \| Brzeznička früher Ipolyberzencze \| Brzeznička früher Ipolyberzencze \| \| \| \| nach Lučenec \| \| \| \| 3,579 \| Mládzovo früher Nemesfalu mh. \| Mládzovo früher Nemesfalu mh. \| \| \| 7,105 \| Cinobaňa früher Szinóbánya mh. \| Cinobaňa früher Szinóbánya mh. \| \| \| 8,783 \| Anschluss Cinobanská železiareň \| Anschluss Cinobanská železiareň \| \| \| 9,190 \| Maša \| Maša \| \| \| 9,822 \| Katarínska Huta früher Katalinhuta \| Katarínska Huta früher Katalinhuta \| \| \| \| \| \| \| Quellen: [1] \| \| \| \| |                      |                                    |                                    |
| Strecke |                      | von Utekáč                         | von Utekáč                         |
| Bahnhof | 0,000                | Brzeznička früher Ipolyberzencze   | Brzeznička früher Ipolyberzencze   |
| Abzweig geradeaus und nach links |                      | nach Lučenec                       | nach Lučenec                       |
| Haltepunkt / Haltestelle | 3,579                | Mládzovo früher Nemesfalu mh.      | Mládzovo früher Nemesfalu mh.      |
| Haltepunkt / Haltestelle | 7,105                | Cinobaňa früher Szinóbánya mh.     | Cinobaňa früher Szinóbánya mh.     |
| Abzweig geradeaus und nach rechts | 8,783                | Anschluss Cinobanská železiareň    | Anschluss Cinobanská železiareň    |
| Haltepunkt / Haltestelle | 9,190                | Maša                               | Maša                               |
| Kopfbahnhof Streckenende | 9,822                | Katarínska Huta früher Katalinhuta | Katarínska Huta früher Katalinhuta |
| |                      |                                    |                                    |
| Quellen: |                      |                                    |                                    |

Die Bahnstrecke Breznička–Katarínska Huta ist eine regionale Eisenbahnverbindung in der Slowakei. Sie zweigt in Brzeznička von der Bahnstrecke Lučenec–Utekáč ab und führt im Tal des Banský potok über Cinobaňa nach Katarínska Huta.

## Geschichte
Die Strecke wurde am 24. November 1901 durch die private Losonczvidéki HEV als Lokalbahn eröffnet. Zweck des Streckenbaues war die Anbindung der Glashütte und des Eisenhüttenwerkes am Streckenendpunkt an das Eisenbahnnetz. 

Haltestelle Szinóbánya (um 1910)

Der Sommerfahrplan von 1912 wies zwei gemischte Zugpaare aus. Sie benötigten benötigten für die zehn Kilometer lange Strecke bergwärts 41 Minuten.
Nach dem Zerfall Österreich-Ungarns im Oktober 1918 und der Gründung des neuen Staates Tschechoslowakei ging die Strecke an die neu gegründeten Tschechoslowakischen Staatsbahnen (ČSD) über. Die ungarischen Betriebsstellennamen wurden in der Folge durch slowakische ersetzt. Die ČSD verdichteten den Fahrplan bis 1938 auf vier Zugpaare. Die slowakischen Staatsbahn Slovenské železnice (SŽ) setzte ab 1941 auch Motorzüge ein, damit sank die Fahrzeit auf lediglich 24 Minuten.
Die ČSD verdichteten den Fahrplan in den 1950er Jahren auf bis zu acht Personenzugpaare täglich. Zum Einsatz kamen jetzt fast ausschließlich Motorzüge. 
Am 1. Januar 1993 ging die Strecke in Folge der Dismembration der Tschechoslowakei an die neu gegründeten Železnice Slovenskej republiky (ŽSR) über.
Am 2. Februar 2003 wurde der Personenverkehr eingestellt, der zuletzt noch mit sieben Reisezugpaaren abgewickelt wurde. Heute dient die Strecke nur noch dem Güterverkehr.